# 텔퍼드

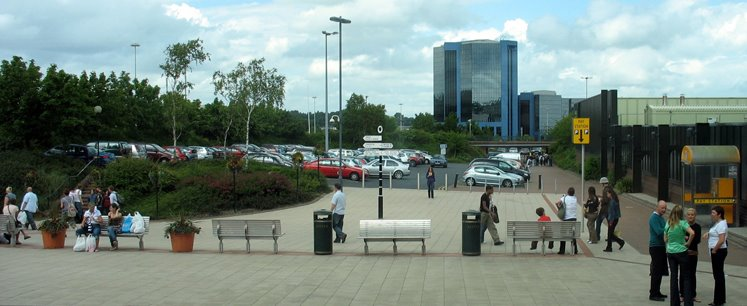
텔퍼드

텔퍼드(영어: Telford)는 잉글랜드 슈롭셔주에 위치한 도시로 인구는 148,719명(2011년 기준)이다. 슈루즈베리에서 동쪽으로 21km, 버밍엄에서 서쪽으로 48km 정도 떨어진 곳에 위치한다. 도시 이름은 슈롭셔 주의 도로와 철도 건설에 참여했던 토목 기사인 토머스 텔퍼드에서 유래된 이름이다.